# ماساكازو ايتو
ماساكازو ايتو (باليابانية: 伊藤雅和 ) (و. 1988  م) هو راكب دراجة هوائية ياباني، ولد في يوكوهاما.

## التعليم
تعلم في National Institute of Fitness and Sports in Kanoya ‏.

## روابط خارجية
- ماساكازو ايتو على موقع الاتحاد الدولي للدراجات (الإنجليزية)
- ماساكازو ايتو على موقع أرشيف الدراجات (الإنجليزية)
- ماساكازو ايتو على موقع إحصائيات الدراجات الإحترافية (الإنجليزية)
- ماساكازو ايتو على موقع نسبة الدراجات (الإنجليزية)